# Belle of the Nineties
Belle of the Nineties (conocida en España y Latinoamérica como No es pecado) es una película de drama y romance estadounidense de 1934 dirigida por Leo McCarey y estrenada por Paramount Pictures. 
Se trata de la cuarta película de Mae West , se basó en su historia original "It Ain't No Sin", que también sería el título de la película hasta que los ejecutivos se opusieron. Los actores Johnny Mack Brown y Duke Ellington también están en el reparto. La película se destaca por ser el estreno del estándar de jazz " My Old Flame", interpretado por West con la Orquesta de Duke Ellington.

## Sinopsis
Ruby Carter es la hermosa estrella de vodevil y cabeza de un club nocturno en St. Louis a principios de la década de 1890. Tiene una relación sentimental con Tiger Kid, un boxeador profesional . Para que el preocupado Tiger Kid se concentre en su entrenamiento, su entrenador consigue que otro boxeador dé la impresión de que le ha sido infiel.Con el corazón roto, Tiger Kid le envía una carta de ruptura . El gerente de Ruby la convence de aceptar un contrato bien remunerado para una residencia en Sensation House en Nueva Orleans, donde el propietario, Ace Lamont, instala a Ruby en la suite adyacente a la suya. Rápidamente se hace un nombre, atrayendo a numerosos admiradores y pretendientes, y uno de ellos le regala un collar de diamantes. Lamont también se siente atraído por ella, pero está resentido con sus pretendientes ricos, ya que le impiden controlarla. Lamont está vinculado sentimentalmente con Molly Brant, a quien continuamente ignora.
Sin que Ruby lo sepa, Tiger Kid llega a Nueva Orleans y es seleccionado como contendiente en una pelea por el título organizada por Lamont. Lamont le dice a Tiger Kid que el costo de la pelea por el título lo ha puesto bajo presión financiera; Lamont miente diciendo que le había regalado un collar de diamantes a una mujer que lo estaba chantajeando. Lamont presiona a Tiger Kid para que actúe como un ladrón y "robar" las joyas; Él planea un paseo en carruaje junto con Ruby a lo largo de un tramo oscuro del paseo marítimo. La configuración funciona y Tiger Kid enmascarado toma las joyas de Ruby y huye, pero no reconoce su rostro en la oscuridad. Ruby comenta intencionadamente que el ladrón no se llevó el anillo de Lamont. Sus sospechas se confirman más tarde, cuando ve a Lamont y Tiger Kid encontrarse en el vestíbulo y subir las escaleras. Desde la habitación contigua, ve a Tiger Kid entregarle a Lamont sus joyas, que Lamont guarda en su caja fuerte personal.
Ruby continúa presentándose en Sensation House en los días previos a la pelea. Ella tiende una trampa dándole a Lamont otras joyas para que las guarde, luego usa prismáticos para observar la combinación de la caja fuerte desde la distancia. Ella sospecha que hay un arreglo y les dice a sus pretendientes que apuesten fuertemente contra Tiger Kid. En el ring, Tiger Kid da una fuerte pelea, pero finalmente es noqueado después de treinta asaltos, poco después de que Lamont le hubiera dado una botella de agua.
Después del partido, Ruby y Tiger Kid se reconcilian, cuando él se da cuenta de que ella le había sido fiel en St. Louis; a su vez, ella le dice que probablemente Lamont lo había drogado. Esa noche, Lamont le dice a Ruby que cubrir todas las apuestas casi lo arruinará y, en cambio, planea prender fuego a Sensation House y fugarse con el contenido de su caja fuerte y huir con ella a La Habana. Ella, sin embargo, ya limpió su caja fuerte y le ordenó a su criada que hiciera las maletas y tomara un taxi esperando. Lamont encierra a Molly en un armario y vierte aceite para lámparas por la habitación, pero antes de que pueda provocar el fuego, Tiger Kid se enfrenta a Lamont y lo mata de un solo puñetazo. Luego, Ruby, sin darse cuenta, prende fuego a la habitación con un cigarrillo desechado. Ella y Tiger Kid rescatan a Molly y llaman al departamento de bomberos. En la pantalla aparece una serie de titulares de periódicos que muestran que Tiger Kid está acusado y absuelto de matar a Lamont. La escena final muestra a Ruby y Tiger Kid casándose frente a un juez de paz .

## Reparto
- Mae West como Ruby Carter
- Roger Pryor colo Tiger Kid
- Johnny Mack Brown como Brooks Claybourne (colo John Mack Brown)
- Katherine DeMille como Molly Brant
- John Miljan como Ace Lamont
- Libby Taylor como Jasmine, la mucama de Ruby
- Duke Ellington como el Pianista
- James Donlan como Kirby
- Stuart Holmes como Dirk
- Harry Woods como Slade

## Crítica
Aunque "Belle of the Nineties" obtuvo ganancias, tuvo mucho menos éxito que las películas de West de 1933 She Done Him Wrong y No soy un ángel.  Sin embargo, recibió algunas críticas positivas de los críticos, con Andre Sennwald de The New York Times describiendo las canciones de Johnston y Coslow como "bastante perfectas" y afirmando que la película estaba "reforzada por un guión inteligente y divertido, una excelente producción física y un espíritu cómico generalmente animado". Añadió que "hay chistes para todos los gustos y la mayoría de ellos son escandalosamente divertidos según casi cualquier estándar de humor".